# Julio César de Austria
Julio César de Austria (Praga, 1584/1585-Český Krumlov, 25 de junio de 1609) fue margrave de Austria, hijo ilegítimo del emperador del Sacro Imperio Romano Germánico Rodolfo II de Habsburgo y su amante de toda la vida, Catalina Strada. Esquizofrénico, murió recluido tras el asesinato y descuartizamiento de su amante Markéta Pichlerová el 18 de febrero de 1608.

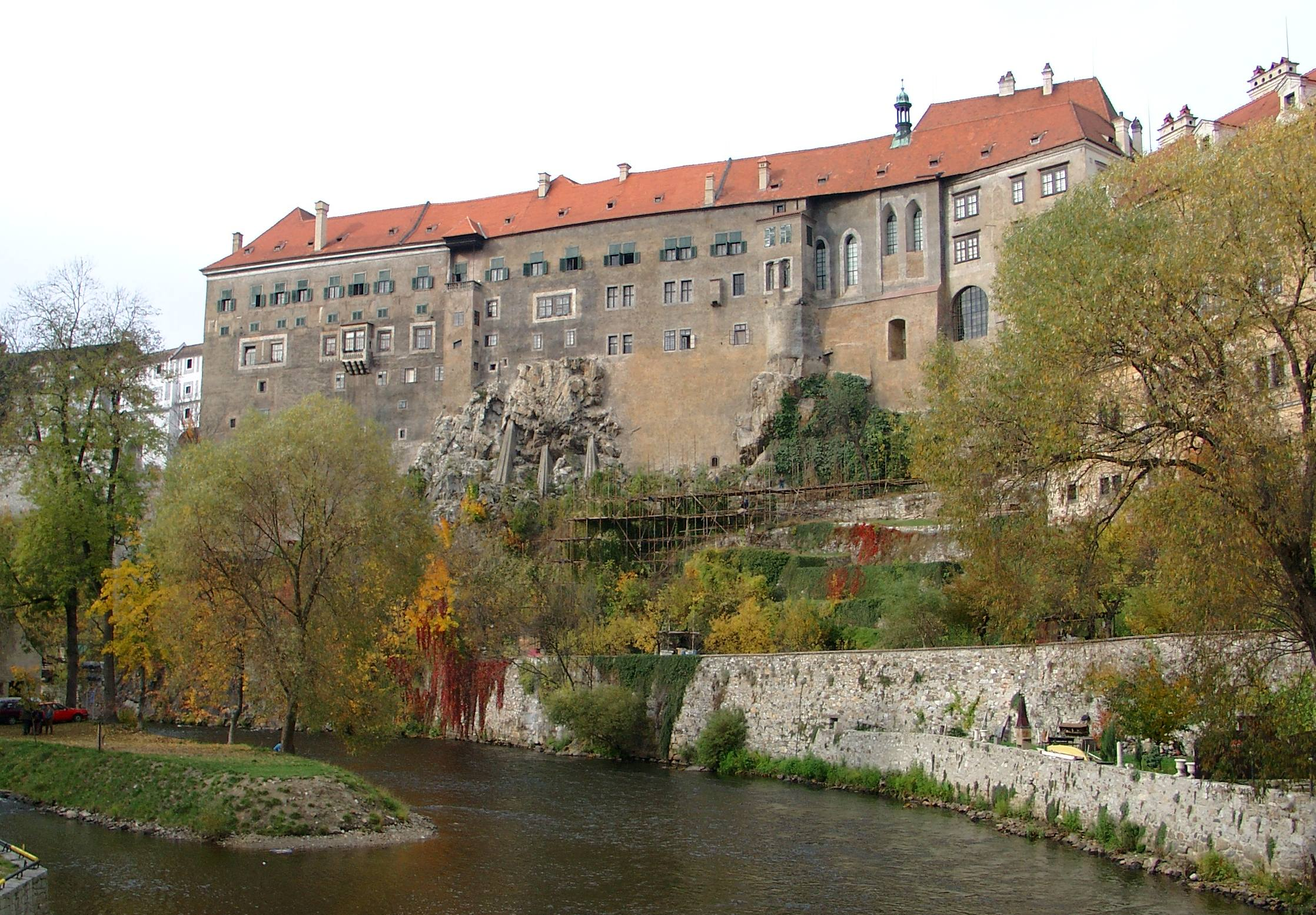
Castillo de Český Krumlov.

## Biografía
Julio César de Austria nació en 1584 o 1585, el mayor de seis hermanos. A pesar de su ilegitimidad, el emperador Rodolfo proporcionó a su hijo una completa educación y buscó activamente un buen puesto para él en la corte.
Pero Julio César empezó a mostrar signos de esquizofrenia, y tras una estancia de reclusión en el monasterio cartujano de Gaming por su mal comportamiento, su padre el emperador Rodolfo le cedió el castillo de Český Krumlov como sede a su primogénito y allí se instaló en 1605.
En 1607 Julio César invitó a Markéta Pichlerová, la hija de 16 años de un barbero local, Zikmund Pichler y su esposa Lucia Pichlerová, a vivir con él. Los padres de ella estuvieron de acuerdo.
Julio César se comportó violentamente con Markéta, y finalmente un día la atacó a golpes y cuchilladas. Creyendo haberla matado, la arrojó por una ventana, pero la joven sobrevivió y se recuperó.
Según el cronista local Václav Březan: "Estaba tan terriblemente dañada que no estaba de una pieza su cuerpo, y en estas condiciones fue arrojada sobre las rocas. Pero no debía ser su última hora, porque cayó sobre un montón de basura que le salvó la vida. Una vez que estuvo sana se escondió de él, pero él seguía regresando con su madre, por lo que Markéta tuvo que volver con él."
Julio César pidió a los padres de Markéta que le permitieran volver. Cuando el padre se negó, Julio César le metió en prisión en duras condiciones. Después de cinco semanas, el padre cedió y Markéta regresó con Julio César. El lunes 18 de febrero de 1608, Julio César asesinó a Markéta y mutiló y descuartizó su cuerpo.
Březan registró el acontecimiento: "El 18 de febrero, Julio, ese terrible tirano y demonio, bastardo del emperador, le hizo algo increíblemente terrible a su compañera de cama, la hija de un barbero, cuando le cortó la cabeza y otras partes del cuerpo, y la gente tuvo que ponerla en su ataúd en piezas sueltas".
El crimen conmocionó a la aristocracia europea y el emperador Rodolfo, siendo imposible su defensa, ordenó su reclusión de por vida. Su esquizofrenia se agravó, tirando objetos por la ventana e increpando a los viandantes. Se negaba a comer, a lavarse y cambiarse de ropa; los sirvientes le tenían tanto miedo que no se atrevían a entrar en su habitación, viviendo en sus últimos días entre su propia inmundicia. Su salud empeoró el 22 de junio de 1609, falleciendo el 25 de junio supuestamente por una úlcera esofágica rota.